# اسکار السیده منا
اسکار السیده منا (انگلیسی: Óscar Alcides Mena؛ زادهٔ ۳۰ نوامبر ۱۹۷۰) بازیکن فوتبال اهل آرژانتین است.
از باشگاه‌هایی که در آن بازی کرده‌است می‌توان به باشگاه ورزشی رئال مایورکا، باشگاه فوتبال خرز، باشگاه فوتبال لاس پالماس، باشگاه فوتبال لانوس، باشگاه فوتبال اتلتیکو مادرید، و باشگاه فوتبال راسینگ سانتاندر اشاره کرد.